# Red Bull Cola
Red Bull Cola er en cola, der siden 2008 er blevet fremstillet af Red Bull GmbH.
Red Bull Cola indeholder koffein. Stofmængdekoncentration af koffein er ca. 1/6 af kaffe.

## Historie
Drikken blev lanceret i 2008 i Østrig, Aserbajdsjan, Tjekkiet, Kroatien, Egypten, Schweiz, Holland, Spanien, Polen, Tyskland, Bulgarien, Belgien, Italien, Indien, Thailand, Rumænien, Ungarn, Rusland, Slovakiet, New Zealand, Mexico, Storbritannien og USA.
I maj 2009 blev der i Tyskland fundet små mængder kokain i Red Bull Cola, og derfor fjernedes produktet midlertidigt fra hylderne.
I juli 2011 indstillede Red Bull distributionen af Red Bull Cola i USA for at fokusere på kernemarkeder som Østrig og Tyskland.